# Sziklai sztyepperdő
A sziklai sztyepperdők (Tilio-Fraxinetum) sziklás tetőkön, éleken, erős napsütésnek és szélnek kitett helyeken találhatók meg. Magyarországon valószínűleg a Würm-glaciális utáni mogyoró kor kevert erdejének maradványai.
Lombkoronaszintjének domináns fajai:
- nagylevelű hárs (Tilia platyphyllos),
- magas kőris (Fraxinus excelsior);

további, gyakori fajok:
- hegyi juhar (Acer pseudoplatanus),
- korai juhar (Acer platanoides),
- hegyi szil (Ulmus glabra).

A cserjeszintben jellemző a köszméte (Ribes uva-crispa),
a gyepszintben pedig:
- mérges sás (Carex brevicollis),
- Waldstein-pimpó (Waldsteinia geoides),
- magas csukóka (Scutellaria altissima).

A társulásban sok a szteppfaj.